# Inadempimento
L'inadempimento, nel diritto italiano, è la mancata o inesatta esecuzione della prestazione dovuta. In tale circostanza si dovrà valutare in che misura il rischio vada sopportato dal debitore e quindi in che misura debba risarcire il creditore e in che misura invece il rischio vada accollato al creditore.

## Nozione
Tale nozione è definita nell'ordinamento giuridico italiano dall'art. 1218 del codice civile, che così sancisce: "il debitore che non esegue esattamente la prestazione dovuta è tenuto al risarcimento del danno, se non prova che l'inadempimento o il ritardo è stato determinato da impossibilità della prestazione derivante da causa a lui non imputabile."
La dottrina partendo dall'art. 1218 ha proposto alcune distinzioni nell'ambito della categoria dell'unitario concetto di inadempimento: la prima distinzione si ha tra inadempimento totale e inadempimento parziale. Nel primo caso la prestazione manca del tutto, nel secondo caso la prestazione è stata eseguita, ma con modalità tali da renderla qualitativamente o quantitativamente inesatta. Rientra in quest'ultimo caso il ritardo, definito come violazione di una modalità temporale di esecuzione della prestazione.
Presupposto dell'inadempimento è l'esistenza di una obbligazione, in forza della quale un soggetto, detto debitore, è tenuto a eseguire una determinata prestazione in favore di un soggetto, detto creditore. Non concreta dunque un'ipotesi di inadempimento la mancata esecuzione di una obbligazione naturale, o l'inosservanza di un onere.
La legge effettua un'ulteriore distinzione, a seconda che l'inattuazione sia imputabile o non imputabile al debitore. Si noti che solo la prima ipotesi merita la qualifica di inadempimento; essa comporta la responsabilità del debitore, tenuto al risarcimento del danno.
Tuttavia, in ordine all'interpretazione di tale norma, che si basa sull'integrazione dell'art. 1218 c.c. con gli art. 1175 (reciproco dovere di correttezza) e 1176 (criterio della diligenza) c.c., e alla "imputabilità" della non attuazione del rapporto, la dottrina è ancora oggi divisa. Possono identificarsi due grandi orientamenti, uno di tipo soggettivistico (che esige la colpa quale elemento psicologico dell'inattuazione) l'altro oggettivistico (secondo cui l'inadempimento si sostanzia nel solo elemento materiale della non attuazione del rapporto - cd. responsabilità oggettiva).

### Le tesi oggettivistiche
L'impostazione oggettivistica ha trovato la migliore elaborazione teorica nelle opere di Giuseppe Osti. Nell'impostazione di questo illustre Autore l'unica norma competente a governare l'inadempimento è l'art. 1218 c.c. Per l'autore citato l'impossibilità sopravvenuta scriminante deve essere oggettiva e assoluta, oltre che totale e definitiva. Tale impossibilità non deve, a sua volta, essere derivante da causa imputabile al debitore. Il criterio di imputazione della sopravvenuta impossibilità è di tipo soggettivo, vale a dire che non deve dipendere da dolo o colpa del debitore, affinché questo venga esonerato dalla responsabilità (o, se preferite, deve dipendere da dolo o colpa affinché il debitore sia chiamato a risarcire i danni).
Nella teorica classica, dunque, il dolo e la colpa attengono all'imputazione dell'impossibilità sopravveniente e non già direttamente all'inadempimento.
Osti, in quanto membro autorevole della sottocommissione ministeriale per la redazione del libro IV del Codice civile , promosse, oltre al testo dell'art. 1218 anche lo spostamento della norma pertinente alla misura di diligenza, e ciò a sottolineare la diversa funzione della norma medesima. A suo avviso l'articolo citato serve, in gran parte, a svolgere una funzione integrativa del contenuto dell'obbligazione. Così come l'art. 1178 c.c. precisa e definisce il contenuto dell'obbligazione di dare cose generiche, così l'art. 1176 precisa e definisce il contenuto delle obbligazioni non sufficientemente determinate: segnatamente quelle di mezzi.
Si pensi all'obbligazione del professionista: l'accordo si limita a descrivere il tipo di prestazione. Si rende allora necessario individuare con esattezza i comportamenti dedotti in obbligazione (quali mezzi diagnostici utilizzare, quali medicine prescrivere, quali articoli di legge citare, ecc.).
Una volta definito con esattezza il contenuto del rapporto, l'inattuazione di questo verrà valutato giusta l'art. 1218 c.c.
Rimane ora da definire i caratteri dell'impossibilità. Per Osti, come detto, deve essere oggettiva e assoluta.
L'impossibilità è assoluta quando l'impedimento non può essere rimosso con nessuna intensità di sforzo; è oggettiva quando “riguarda la prestazione in sé e per sé considerata”.
L'analisi casistica chiarisce bene il suo pensiero. Nelle obbligazioni fungibili l'impedimento deve essere molto esteso e riguardare l'intera categoria di debitori. In queste ipotesi ogni impedimento che ricade nell'area organizzativa del debitore è irrilevante. Per le obbligazioni infungibili invece, anche gli impedimenti fisici del debitore assumono rilievo giacché ridondano in un perimento di elementi direttamente dedotti nel rapporto (ecco dunque l'utilità della definizione ostiana).
Con l'entrata in vigore del codice del '42 Osti confidava che le tesi a difesa della colpa sarebbero tramontate. Invece non fu così per due ordini di ragioni: alcuni autori (come U. Natoli) pur avendo ben compreso il suo pensiero, scientemente si ingegnarono a piegare il dato normativo all'opposto orientamento. Altri, la maggior parte, non capirono a fondo il pensiero di Osti e lo stravolsero. Tra questi, ad esempio, Trabucchi, che nel suo noto manuale espone un confuso coacervo di tutte e due le tesi.
Osti, pochi anni prima della morte (1965), fece in tempo a scrivere un ultimo saggio dal titolo “Deviazioni dottrinarie in tema di responsabilità contrattuale” ove dimostrava, con argomentazioni lucidissime, che pochi autori avevano capito il suo pensiero.
Ad esempio molti avevano obiettato che l'impossibilità scriminante non poteva essere assoluta in quanto, rispetto all'economia del contratto, appariva assai più equo esigere una impossibilità relativa. In realtà queste critiche non tenevano nel giusto conto quanto Osti aveva, sin dal suo primo saggio, chiarito: l'impossibilità deve essere valutata rispetto all'esatta delimitazione del contenuto del rapporto. Se l'economia del contratto impone di giudicare dedotte in obbligazioni solo talune condotte e non altre, è rispetto alle prime che l'impossibilità deve essere valutata e non in ordine a qualunque condotta per il sol fatto che sarebbe comunque idonea a conseguire il risultato cui la prestazione obbligatoria è rivolta. In altri termini: per un vettore stradale il crollo dell'unica strada transitabile è una impossibilità assoluta e non relativa, non essendo dedotto in obbligazione l'impiego di altri mezzi.

### Le tesi soggettivistiche
La miglior costruzione a difesa delle tesi soggettivistiche è quella proposta dal Natoli.
Secondo Ugo Natoli, atteso che l'art. 1218 c.c. non precisa la misura dell'impossibilità scriminante, spetta all'interprete l'individuazione di questa. Egli ritiene perciò che tale misura possa senz'altro determinarsi secondo l'art. 1176 c.c., il quale, esigendo dal debitore che l'adempimento sia prodotto dispiegando una diligenza non superiore a quella del buon padre di famiglia, consente di ben argomentare a favore della rilevanza dell'impossibilità relativa e soggettiva.
Difatti, osserva Natoli, a fronte di un impedimento ancor superabile ma soltanto con un impegno superiore a quello anzidetto, il debitore non è più tenuto a eseguire la prestazione giusta l'art. 1176 c.c. E poiché tale ostacolo ridonda in una impossibilità relativa e soggettiva, il combinato disposto di tale ultima disposizione e l'art. 1218 c.c. consente di concludere che siffatta impossibilità non imputabile costituisce il limite della responsabilità debitoria.
Sin qui, tuttavia, non si è ancora dimostrato che il limite della responsabilità sia la prova di essere stato diligente, giacché, a prima vista, mancanza di colpa e impossibilità sembrano essere concetti diversi.
E invece il Natoli dimostra la coincidenza logica tra i due concetti. Egli ricorda che per la dottrina più antica era vera l'equazione “non culpa = casus”. In realtà la locuzione “caso fortuito” è ambigua, potendo afferire sia all'elemento materiale sia a quello psicologico di un illecito. Affinché l'equazione sia vera, per caso fortuito deve intendersi anche soltanto ogni evento che rechi con sé un'impossibilità almeno soggettiva e relativa. L'equazione è dunque “non colpa = impossibilità soggettiva e relativa”. Infatti, se un debitore, dispiegando uno sforzo pari alla diligenza media, non riesce ad adempiere un'obbligazione che, ordinariamente, con quel medesimo sforzo avrebbe potuto essere adempiuta, ciò significa che un evento contingente ha impedito alla “macchina organizzativa” predisposta dal debitore stesso di funzionare. Dunque, in quel momento per il debitore, malgrado lo sforzo diligente profuso, era impossibile adempiere con l'intensità di sforzo richiesta dalla legge, e il fallimento del tentativo di adempimento reca con sé la prova logica che in quel momento, per quel debitore, era impossibile adempiere con la normale diligenza. Il vano impiego della normale diligenza coincide quindi con un'impossibilità almeno relativa e soggettiva. È dunque vera l'equazione "non colpa = impossibilità relativa e soggettiva" (non culpa = casus).
Posta l'equazione, Natoli ha buon gioco nel dimostrare che il debitore non dovrà neppure indicare e provare lo specifico impedimento: l'art. 2727 c.c. consente al giudice di risalire a un fatto ignoto (l'impossibilità relativa e soggettiva) da uno noto (la diligenza, una volta provata).
E allora, la combinazione tra gli artt. 1176, 1218 e 2727 c.c. consente di riscrivere il contenuto dell'art. 1218 nel modo che segue:
“Il debitore che non esegue esattamente la prestazione dovuta è tenuto al risarcimento del danno, se non prova che l'inadempimento o il ritardo non è stato determinato da sua colpa”.

### Le tesi di Michele Giorgianni
È opportuno segnalare anche la tesi di Michele Giorgianni.
La soluzione proposta dal Giorgianni è estremamente semplice: a suo avviso l'art. 1218 c.c. deriva dal solo art. 1298 del c.c. del 1865 (Quando una determinata cosa che formava l'oggetto dell'obbligazione perisce, od è posta fuori di commercio, o si smarrisce in modo che se ne ignori assolutamente l'esistenza, l'obbligazione si estingue, se la cosa è perita o posta fuori di commercio o smarrita senza colpa del debitore, e prima che questi fosse in mora )
L'art. 1176 deriverebbe, invece, dall'art. 1224 c.c. abr.(di contenuto molto simile all'attuale 1176 c.c.) il quale era poi seguito dall'art. 1225 c.c. abr. (Il debitore sarà condannato al risarcimento dei danni, tanto per l'inadempimento dell'obbligazione quanto pel ritardo dell'esecuzione, ove non provi che l'inadempimento o il ritardo sia derivato da una causa estranea a lui non imputabile, ancorché non sia per sua parte intervenuta mala fede.)
La vicinanza dei due articoli consentiva di ben comprendere che si determinava una “causa estranea non imputabile” tutte le volte che il debitore non fosse stato in colpa. Infine l'art. 1226 ribadiva il medesimo concetto facendo riferimento al caso fortuito o forza maggiore, anch'essi da apprezzare secondo il criterio dell'art. 1224 c.c. abr. Si aveva perciò “caso fortuito e forza maggiore” ogni qual volta il debitore avesse dimostrato la sua diligenza (cioè la sua mancanza di colpa).
Per L'A., dunque, l'attuale art. 1218 c.c. dovrebbe applicarsi solo alle obbligazione di custodire cose certe o che presuppongono tale custodia; tutte le altre obbligazioni rimarrebbero disciplinate dall'art. 1176 c.c. E giacché, conclude, l'imputazione dell'impossibilità rispetto alle prestazioni di consegnare cose certe si fonda sulla colpa, il criterio di imputazione dell'inadempimento in tutte le obbligazioni è sempre il medesimo, cioè quello fondato sulla colpevolezza.